# Ókuma

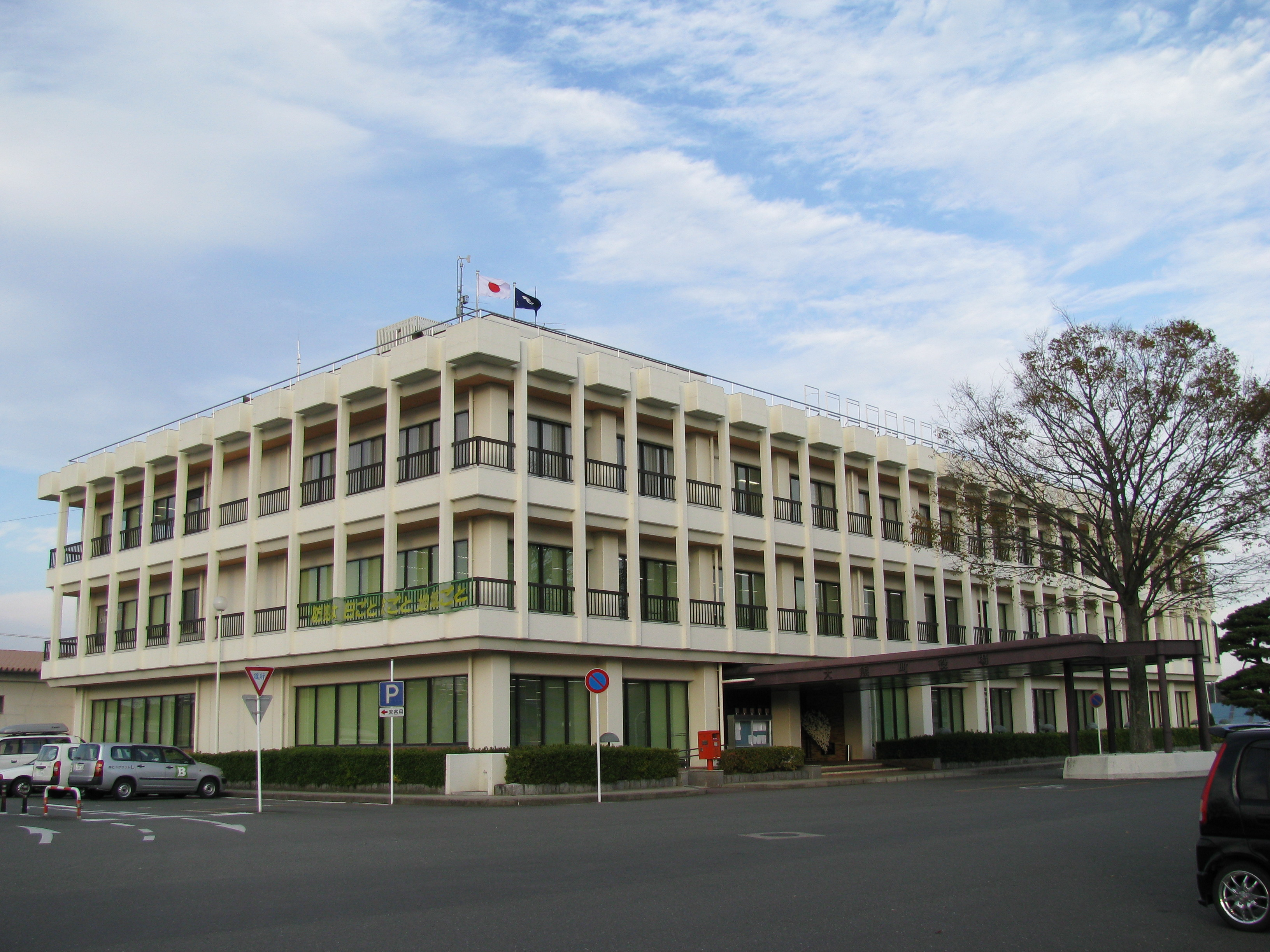
Ōkuma városi iroda, 2007

Ókuma (大熊町 Ōkuma-machi) város Japánban, Fukusima prefektúrában, azon belül is a Futuba kerületben található.
2010-ben a város népessége 11 515 fő volt, a népsűrűség pedig 146,31 fő/km². Teljes területe 78,70 km².
Ókuma a Fukusima Daiicsi Nukleáris Erőmű közelében terül el. A 2011-es Tóhoku földrengéskor keletkezett cunami, és az azt követő nukleáris katasztrófa következtében 2011. március 13-án evakuálták. 2012 decemberében a város bizonyos területeire ideiglenesen elkezdték visszaengedni a lakókat.

## Földrajz
Ókuma Fukushima Hamadori régiójának közepén fekszik. Nyugatról az Abukuma Felvidék, keletről pedig a Csendes-óceán határolja. Tőle északra Namie és Futaba városa, nyugatra Tamura városa, délre pedig Kavaucsi és Tomioka városa terül el.
A városon belül található a Higakure hegy (日隠山 Higakure-yama), ami 601,5 méter magas, illetve a Kuma folyó (熊川 Kuma-gawa) is.

## Népesség
| Lakosok száma | 11 515 | 196  | 10.004 |
|               | 2010   | 2020 | 2023   |

## Történelem

### A Sineha és Szóma klán uralma alatt
Bár a történelmi feljegyzések nem teljesen tisztázottak, úgy vélik, hogy a mai Ókuma területét az 1100-as évek közepétől a Sineha klán tartotta uralma alatt. Később, a Hadakozó fejedelemségek kora alatt, 1490 decemberében a Szóma klán legyőzte a Sineha klánt, így a terület az ő irányításuk alá került.
Ókuma mai területén az Edo-korban jött létre Kumagawa városaként, az Ivaki-Szóma út mentén (岩城相馬街道), amit Coastal Road-ként is ismerhetnek. Az Ivaki-Szóma út kapcsolta össze a várost délen a Mito régióval, északon pedig a Szendai régióval. Ma ezt az útvonalat "National Route 6"-nek nevezik.

### A város létrejötte
1888-ban a kormány elfogadta a települési önkormányzati törvényt (市制町村制 Shi-sei Chōson-sei), aminek köszönhetően a rákövetkező évben április elsején Óno (大野村 Ōno-mura) és Kumamacsi (熊町村 Kumamachi-mura) településeit bejegyzik a Sineha kerület (標葉郡 Shineha-gun) részeként.
1896. április elsején A Sineha kerület összeolvadt Narahaval (楢葉郡 Naraha-gun), ezzel létrehozva a mai Futaba kerületet. Fél évszázaddal később, 1954. november 11-én Óno és Kumamacsi városának összeolvadásából létrejött a mai Ókuma város.

### A szénbányászattól a nukleáris erőműig
Az 1870-es évek elejétől a bányászat a Hamadori régió gazdaságának szerves részévé vált. Ennek jelentősége csak nőtt a második világháború utáni gyors japán gazdasági növekedésnek hála, habár Fukusima régió igazgatása az ország egész ipari és gazdasági fejlődését tekintve elmaradt. Az 1950-es évek végére a prefektúra elkezdte népszerűsíteni a villamosenergia-termelést, hogy a bezáró szénbányák keltette gazdasági problémákat kiküszöbölhesse.
1961 szeptember 30. és október 22. között Futaba és Ókuma városának tanácsa egyhangúlag megszavazta, hogy meghívják a Tokyo Electric Power Company-t, hogy a két város határában egy nukleáris erőművet építsen. 1967 szeptemberében elkezdődtek a Fukusima Daiicsi Nukleáris erőművű építésének munkálatai. 1987 októberére elkészült Ókuma közelében az első négy egység. Az ötös és hatos egység, ami Futabához van közelebb, 1979 márciusában készült el.

### 2011-es Tóhoku földrengés, cunami, nukleáris katasztrófa
2011. március 11-én nagy pusztítást végzett a területen a Tóhoku földrengés és cunami. A szökőár lesújtott és elárasztotta a Fukusima Daiicsi erőművet, amely Ókuma csendes-óceáni partján terül el, ezzel megidézve a fukusimai atomkatasztrófát. Az azt követő reggelre a Japán kormány elrendelte a terület 10 kilométeres körzetének kiürítését. Rengeteg lakost telepítettek át a közelben levő Tamura és egyéb városokba.
Röviddel ezután Ókuma felállított egy ideiglenes városi irodát a Tamura Város Általános Gimnáziumában (田村市総合体育館 Tamura-shi Sōgō Taiikukan). Az ideiglenes irodát később (április 3.) Aizuvakamacuba költöztették. Ókuma egykori polgárai többek között Tamura, Kórijama, Miharu és Óno városaiban szóródtak szét. A környéken megközelítőleg 20 evakuálási központot hoztak létre. Április 30-ig körülbelül 1800 lakos igényelte, hogy Aizuvakamacuba költözhessen.
2012. december 10-én Ókuma módosította a városban érvényben levő evakuálási parancsot, és a régió bizonyos területeire engedélyezte a lakók visszatérését. Az első 19 nap alatt körülbelül 104 lakos élt a lehetőséggel. Azonban sokaknak, ahogy több fukusimai település lakóinak is, azzal kellett szembesülniük, hogy régi otthonaik örökre elvesztek, és máshol kell új életet kezdeniük.

## Közlekedés
A Dzsóban vonal vonatai egykor megálltak az ókumai Óno állomáson, azonban a 2011-es földrengés és atomkatasztrófa miatt már nincs vasúti közlekedés a városban. 2012. június 5. óta a Dzsóban vonalon a Tokióból induló szerelvények északi irányba csak a Hirono állomásig, a Szendaiból indulók pedig déli irányba csak a Haranomacsi állomásig közlekednek, így egyik irányból sem érintik Ókumát.
A főbb útvonalak közül a "National Route 6" és a "National Route 288" halad keresztül a városon.

## Testvérváros
1991 márciusa óta Ókuma testvérvárosa Bathurst, New South Wales Ausztráliában.

## Fordítás
- Ez a szócikk részben vagy egészben  a(z)   Ōkuma,_Fukushima című angol Wikipédia-szócikk fordításán alapul.  Az eredeti cikk szerkesztőit annak laptörténete sorolja fel. Ez a jelzés csupán a megfogalmazás eredetét és a szerzői jogokat jelzi, nem szolgál a cikkben szereplő információk forrásmegjelöléseként.